# Khamak

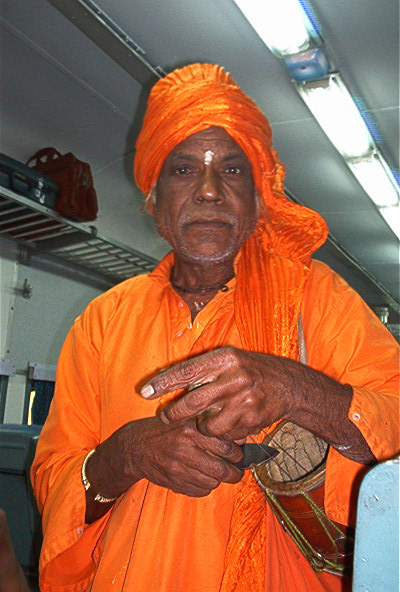
Khamak

Le khamak est un tambour à friction indien utilisé par les bauls et les saperas (charmeurs de serpent). C'est un instrument hybride entre le tambour et le luth.

## Facture
C'est un tonnelet de bois de 15 cm de diamètre et de 20 cm de haut. Une peau est placée à une extrémité tandis que l'autre côté reste ouvert. Une corde est fixée au centre de la peau (comme pour l'ektara) et est tendue manuellement.

## Jeu
On en joue assis ou debout, le tambour coincé sous le bras gauche, la corde tenue et tendue par la main gauche. La main droite pince la corde avec un gros plectre. En tirant davantage ou moins, on varie la hauteur de la note et ajuste la mélodie. C'est surtout un instrument d'accompagnement de l'ektara ou du pungi.